# Mètrica (matemàtiques)

Il·lustració que compara la mètrica del taxista amb la mètrica euclidiana en el pla: en la mètrica del taxista, tots tres camins dibuixats (vermell, groc i blau) tenen la mateixa longitud (12) per a la mateixa ruta. En la mètrica euclidiana, el camí verd té una longitud de, i és l'únic camí mínim.

En matemàtiques, una mètrica o funció distància és una funció que defineix una distància entre cada parell d'elements d'un conjunt. Hom diu que un conjunt amb una mètrica és un espai mètric. Una mètrica indueix una topologia sobre un conjunt, però no tota topologia es pot generar a partir d'una mètrica. Un espai topològic la topologia del qual es pot descriure mitjançant una mètrica s'anomena metritzable.
En geometria diferencial, el terme "mètrica" es pot referir a una forma bilineal que es pot definir del conjunt de vectors tangents d'una varietat diferenciable a un escalar, permetent així la determinació de distàncies al llarg de corbes mitjançant integració. En aquest cas, hom també l'anomena tensor mètric.

## Definició
Una mètrica sobre un conjunt X és una funció (anomenada funció distància o simplement distància)
d : X × X → [0,∞),
on [0,∞) és el conjunt de nombres reals no-negatius (no es pot emprar R perquè la distància no pot ser negativa), i tal que, per a qualssevol x, y, z de X, se satisfan les següents condicions:
1. d(x, y) ≥ 0    (no-negativitat, o axioma de separació)
2. d(x, y) = 0 si i només si x = y    (axioma de coincidència)
3. d(x, y) = d(y, x)    (simetria)
4. d(x, z) ≤ d(x, y) + d(y, z)    (desigualtat triangular).

La conjunció de les condicions 1 i 2 defineixen una funció definida positiva.
La primera condició és una conseqüència de les altres.
Una mètrica s'anomena ultramètrica si satisfà aquesta versió més forta de la desigualtat triangular, on els punts no poden estar uns enmig dels altres:
d(x, z) ≤ max(d(x, y), d(y, z))
per a qualssevol x, y, z de X.
Una mètrica d sobre X s'anomena intrínseca si dos punts qualssevol x i y de X es poden unir mitjançant una corba de longitud arbitràriament propera a d(x, y).
Per a conjunts on està definida una suma + : X × X → X, es diu que d és una mètrica invariant per translacions si
d(x, y) = d(x + a, y + a)
per a qualssevol x, y i a de X.

### Observacions
Aquestes condicions expressen algunes nocions intuïtives sobre el concepte de distància. Per exemple, la distància entre dos punts diferents és positiva; o la distància des de x fins a y és la mateixa que la de y fins a x. La desigualtat triangular significa que la distància de x fins a z passant per y és almenys tan gran com la distància per anar de x fins a z directament. A la seva obra, Euclides establí que la distància més curta entre dos punts és una línia recta; aquesta era la desigualtat triangular per a la seva geometria.
Si hom fa servir una variant de la desigualtat triangular
4*. d(x, z) ≤ d(z, y) + d(y, x)
llavors la propietat 1 és conseqüència directa de la propietat 4*. Les propietats 2 i 4* donen la propietat 3, que al seu torn dona la propietat 4.

## Exemples
- L'espai discret: si x = y llavors d(x,y) = 0. En qualsevol altre cas, d(x,y) = 1.
- La mètrica euclidiana és invariant per translacions i per rotacions.
- La mètrica del taxista és invariant per translacions.
- Més generalment, qualsevol mètrica induïda per una norma és invariant per translacions.
- Si {\displaystyle (p_{n})_{n\in \mathbb {N} }} és una successió de seminormes que defineixen un espai vectorial topològic (localment convex) E, llavors

{\displaystyle d(x,y)=\sum _{n=1}^{\infty }{\frac {1}{2^{n}}}\cdot {\frac {p_{n}(x-y)}{1+p_{n}(x-y)}}}
és una mètrica que defineix la mateixa topologia. Es pot substituir {\displaystyle {\frac {1}{2^{n}}}} per qualsevol successió sumable {\displaystyle (a_{n})} de nombres estrictament positius.
- La mètrica de grafs, una mètrica definida en termes de distàncies sobre un cert graf.
- La distància de Hamming en informàtica teòrica.
- La mètrica riemanniana, un tipus de funció mètrica apropiada per a varietats diferenciables. Donada una varietat direnciable qualsevol, s'escull a cada punt {\displaystyle p} una forma bilineal, definida positiva i simètrica {\displaystyle L:T_{p}\times T_{p}\to \mathbb {R} } sobre l'espai tangent {\displaystyle T_{p}} en el punt {\displaystyle p}, i definit de manera suau. Aquesta forma determina la longitud de qualsevol vector tangent {\displaystyle \mathbf {v} } de la varietat, si hom defineix {\displaystyle \|\mathbf {v} \|={\sqrt {L(\mathbf {v} ,\mathbf {v} )}}}. Aleshores, per a qualsevol camí diferenciable sobre la varietat, la longitud es defineix com la integral de la longitud del vector tangent al camí en cada punt, on la integració es pren repecte el paràmetre del camí. Finalment, per definir una mètrica sobre qualsevol parell de punts {x, y} de la varietat, es pren l'ínfim, entre tots els camins de x a y, del conjunt de longituds dels camins. Una varietat suau amb una mètrica riemanniana s'anomena varietat de Riemann.
- La mètrica de Fubini-Study sobre un espai projectiu complex. Aquest és un exemple de mètrica riemanniana.
- La distància de Canberra és una mesura molt sensible per valors propers a l'origen.

## Equivalència de mètriques
Donat un conjunt X, es diu que dues mètriques d1 i d₂ són topològicament equivalents si l'aplicació identitat
id: (X,d1) → (X,d₂)
és un homeomorfisme.
Per exemple, si {\displaystyle d} és una mètrica, llavors {\displaystyle \min(d,1)} i {\displaystyle {d \over 1+d}} són mètriques equivalents a {\displaystyle d}.

## Mètriques sobre espais vectorials
Les normes sobre espais vectorials són equivalents a certes mètriques, en concret les mètriques homogènies i invariants per translacions. En altres paraules, tota norma determina una mètrica, i algunes mètriques determinen una norma.
Donat un espai vectorial normat {\displaystyle (X,\|\cdot \|)}, podem definir una mètrica sobre X mitjançant
{\displaystyle d(x,y):=\|x-y\|}.
Hom diu que la mètrica d està induïda per la norma {\displaystyle \|\cdot \|}.
Recíprocament, si una mètrica d sobre un espai vectorial X satisfà les propietats
- {\displaystyle d(x,y)=d(x+a,y+a)} (invariància per translacions)
- {\displaystyle d(\alpha x,\alpha y)=|\alpha |d(x,y)} (homogeneïtat)

llavors es pot definir una norma sobre X mitjançant
{\displaystyle \|x\|:=d(x,0)}
De forma semblant, una seminorma indueix una pseudomètrica, i una pseudomètrica homogènia i invariant per translacions indueix una seminorma.

## Mètriques en multiconjunts
Es pot generalitzar la noció de mètrica com a distància entre dos elements al concepte de distància entre dos multiconjunts no buits d'elements. Un multiconjunt és una generalització del concepte de conjunt, on un element pot aparèixer més d'un cop. Definim {\displaystyle Z=XY} si
{\displaystyle Z} és el multiconjunt format pels elements dels multiconjunts {\displaystyle X} i {\displaystyle Y}, és a dir, si {\displaystyle x} apareix un cop a {\displaystyle X} i un cop a {\displaystyle Y}, llavors apareix dos cops a {\displaystyle Z}.
Una funció distància {\displaystyle d} sobre el conjunt de multiconjunts finits no buits és una mètrica si
1. {\displaystyle d(X)=0} si tots els elements de {\displaystyle X} són iguals, i {\displaystyle d(X)>0} altrament
2. {\displaystyle d(X)} és invariant per a qualsevol permutació de {\displaystyle X} (simetria)
3. {\displaystyle d(XY)\leq d(XZ)+d(ZY)} (desigualtat triangular)

Un exemple senzill és el conjunt de tots els multiconjunts finits no buits {\displaystyle X} d'enters, juntament amb {\displaystyle d(X)=\max\{x:x\in X\}-\min\{x:x\in X\}}. Alguns exemples més complexos són la distància d'informació en multiconjunts; i la distància de compressió normalitzada ((anglès) normalized compression distance, NCD) en multiconjunts.

## Mètriques generalitzades
Hi ha diverses maneres de relaxar els axiomes de les mètriques, donant així lloc a diferents nocions d'espais mètrics generalitzats. Aquestes generalitzacions també poden combinar-se entre elles. La terminologia per referir-se a aquestes mètriques generalitzades no està completament estandarditzada; per exemple, en anàlisi funcional, les pseudomètriques provenen de les seminormes en espais vectorials, i per això hom acostuma a anomenar-les "semimètriques". Això pot provocar confusions amb l'ús d'aquest terme en topologia.

### Mètriques esteses
Alguns autors permeten que la funció distància d tingui el valor ∞, és a dir, les distàncies són nombres no-negatius sobre la recta real estesa.
En aquest cas, la funció rep el nom de mètrica estesa o "∞-mètrica".
Tota mètrica estesa es pot transformar en una mètrica finita tal que els respectius espais mètrics siguin equivalents, sobretot pel que fa a les característiques topològiques, com ara la continuïtat o la convergència. Aquesta transformació es pot aconseguir si s'utilitza una funció afitada monòtona creixent subadditiva amb valor zero al zero. Per exemple, d′(x, y) = d(x, y) / (1 + d(x, y)) o d′′(x, y) = min(1, d(x, y)).
El requeriment de què la mètrica prengui valors a [0,∞) també es pot relaxar, i així considerem mètriques amb valors en altres conjunts direccionats. En aquest cas, la reformulació dels axiomes porta a la construcció d'espais uniformes.

### Pseudomètriques
Una pseudomètrica sobre X és una funció d : X × X → R que satisfà els axiomes d'una mètrica, excepte la identitat dels indiscernibles: només cal que d(x,x)=0 per a qualsevol x. En altres paraules, els axiomes per a una pseudomètrica són:
1. d(x, y) ≥ 0
2. d(x, x) = 0 (però possiblement d(x, y) = 0 per alguns valors diferents x ≠ y.)
3. d(x, y) = d(y, x)
4. d(x, z) ≤ d(x, y) + d(y, z).

En alguns contextos, hom es refereix a les pseudomètriques com semimètriques, a causa de la seva relació amb les seminormes.

### Quasimètriques
De vegades, es defineix una quasimètrica com una funció que satisfà tots els axiomes d'una mètrica excepte la simetria:
1. d(x, y) ≥ 0 (positiva)
2. d(x, y) = 0 si i només si x = y (definida positiva)
3. d(x, y) = d(y, x) (simetria, eliminada)
4. d(x, z) ≤ d(x, y) + d(y, z) (desigualtat triangular)

Les quasimètriques són habituals a la vida diària. Per exemple, donat un conjunt X de pobles de muntanya, els temps que porta caminar d'un poble a un altre d'X formen una quasimètrica, ja que caminar coll amunt porta més temps que caminar coll avall. Un altre exemple és la topologia de la geometria del taxista amb carrers d'un sol sentit, on un camí des del punt A fins al punt B involucra un conjunt diferent de carrers que un camí des de B fins a A. Tot i això, no s'acostuma a emprar gaire aquesta noció en matemàtiques, i el nom "quasimètrica" no està completament estandarditzat.
Es pot definir una quasimètrica sobre els nombres reals si es defineix
d(x, y) = x − y si x ≥ y, i
d(x, y) = 1 altrament. El valor 1 es pot substituir per infinit o per 1+10(y-x).
L'espai topològic subjacent a aquest espai quasimètric és la recta de Sorgenfrey. Aquest espai descriu el procés de llimar una barra metàl·lica: és senzill reduir-ne la grandària, però és difícil o impossible engrandir-la.
Si d és una quasimètrica sobre X, es pot formar una mètrica d' si es pren
d'(x, y) = 1⁄2(d(x, y) + d(y, x)).

### Semimètriques
Una semimètrica sobre X és una funció d : X × X → R que satisfà els tres primers axiomes, però no necessàriament la desigualtat triangular:
1. d(x, y) ≥ 0
2. d(x, y) = 0 si i només si x = y
3. d(x, y) = d(y, x)

Alguns autors treballen amb una versió més feble de la desigualtat triangular, com ara:
d(x, z) ≤ ρ (d(x, y) + d(y, z))    (desigualtat triangular ρ-relaxada)
d(x, z) ≤ ρ max(d(x, y), d(y, z))    (desigualtat ρ-inframètrica).
La desigualtat ρ-inframètrica implica la desigualtat triangular ρ-relaxada (suposant el primer axioma), i la desigualtat triangular ρ-relaxada implica la desigualtat 2ρ-inframètrica. Les semimètriques que satisfan aquestes condicions equivalents també s'anomenen "quasimètriques", "nearmetrics" o inframètriques.
Les desigualtats ρ-inframètriques es van introduir per modelitzar els round-trip delay times d'internet. La desigualtat triangular implica la desigualtat 2-inframètrica, i la desigualtat inframètrica és exactament la desigualtat 1-inframètrica.

### Premètriques
Si es relaxen els últims tres axiomes, hom té la noció de premètrica, és a dir, una funció que satisfà:
1. d(x, y) ≥ 0
2. d(x, x) = 0

Aquesta terminologia, però, no és generalitzada. De vegades s'empra per referir-se a altres generalitzacions de mètriques, com ara pseudosemimètriques o pseudomètriques; en algunes traduccions del rus a l'anglès apareix com "prametric".
Tota premètrica dona lloc a una topologia amb el següent procediment. Donat un real positiu r, la bola oberta centrada al punt p i de radi r es defineix com
Br(p) = { x | d(x, p) < r }.
Es diu que un conjunt és obert si, per a qualsevol punt p del conjunt, existeix una bola centrada a p i de radi r que està continguda completament al conjunt. Tot espai premètric és un espai topològic; de fet, és un espai seqüencial.
En general, les boles obertes no tenen per què ser obertes amb aquesta topologia.
De la mateixa manera que amb les mètriques, la distància entre dos conjunts A i B es defineix com
d(A, B) = infx∊∈ A, y∊∈ B d(x, y).
Això defineix una premètrica en el conjunt de les parts d'un espai premètric. Si comencem amb un espai (pseudosemi-)mètric, obtenim una pseudosemimètrica, és a dir, una premètrica simètrica.
Tota premètrica dona lloc a un operador preclausura cl definit com:
cl(A) = { x | d(x, A) = 0 }.

### Pseudoquasimètriques
Els prefixos pseudo-, quasi- i semi- també es poden combinar en aquesta terminologia; per exemple, una pseudoquasimètrica (de vegades anomenada hemimètrica) relaxa tant l'axioma d'indiscernibilitat com l'axioma de simetria, i és només una premètrica que satisfà la desigualtat triangular. En les pseudoquasimètriques, les boles obertes formen una base de conjunts oberts. Un exemple bàsic d'espai pseudoquasimètric és el conjunt {0,1} amb la premètrica donada per d(0,1) = 1 i d(1,0) = 0. L'espai topològic associat és l'espai de Sierpiński.
William Lawvere va estudiar els conjunts dotats d'una pseudoquasimètrica estesa, amb el nom d'"espais mètrics generalitzats". Des del punt de vista de la teoria de categories, els espais pseudomètrics estesos i els espais pseudoquasimètrics estesos, juntament amb les seves aplicacions no-expansives, són els que es comporten millor d'entre les categories dels espais mètrics. Hom pot prendre productes i coproductes arbitràriament i formar objectes quocient dintre de la categoria en qüestió. Si es prescindeix del terme "estès", només es poden prendre productes i coproductes finits. Si es prescindeix del terme "pseudo", no es poden prendre quocients.

### Casos importants de mètriques generalitzades
En geometria diferencial, es pot considerar un tensor mètric, que es pot pensar com una funció mètrica quadràtica "infinitesimal". La definició precisa és una forma bilineal simètrica no-degenerada sobre l'espai tangent d'una varietat amb condicions concretes de diferenciabilitat.
Encara que aquestes no són funcions mètriques com les definides en aquest article, indueixen el que s'anomena funció pseudosimètrica per integració de la seva arrel quadrada al llarg d'un camí a través de la varietat. Si s'imposa la condició que el producte interior sobre el tensor mètric sigui definit positiu, aquesta definició es restringeix al cas d'una varietat de Riemann, i el camí d'integració esdevé una mètrica.
En relativitat general, el concepte anàleg és un tensor mètric (relativitat general) que expressa l'estructura d'una varietat pseudoriemanniana. Encara que el terme "mètrica" s'usa en cosmologia, la idea fonamental és diferent, perquè hi ha vectors nuls diferents de zero en l'espai tangent d'aquestes varietats.